# جمعية مرشدات هونغ كونغ
جمعية مرشدات هونج كونج هي المنظمة الإرشادية الوطنية في هونغ كونغ. تأسست الجمعية رسميا في عام 1919 على الرغم من أن أول حركة للمرشدات تأسست في عام 1916. أصبحت الجمعية عضوا كامل العضوية في الرابطة العالمية للمرشدات وفتيات الكشافة في عام 1978. تحوي الجمعية 37,969 عضوا (اعتبارا من عام 2016).